# Ichthyomys tweedii
Ichthyomys tweedii је врста глодара из породице хрчкова (Cricetidae).

## Распрострањење
Ареал врсте је ограничен на две државе. Панама и Еквадор су једина позната природна станишта врсте.

## Станиште
Станишта врсте су шуме и слатководна подручја.

## Угроженост
Подаци о распрострањености ове врсте су недовољни.